# Сучжоу Трипс
«Сучжоу Трипс» (кит. 苏州趣普仕) — бывший китайский футбольный клуб из провинции Цзянсу, город Сучжоу, выступавший в третьей по значимости китайской лиге.

## История клуба
Футбольный клуб «Сучжоу Трипс» был основан в январе 2004 года и начал выступления в третьей по значимости китайской лиге. 
Техническим директором клуба стал известный китайский футболист Фань Чжии, однако его приход не привёл к высоким результатом, а у команды появились долги. Для повышения в классе были использованы все возможности, в частности, произошло объединение с другим клубом, представлявшим вторую лигу, «Чжэньцзян Чжунъань», а затем и второе — с клубом «Нинбо Хуаао».

## Результаты
- По итогам сезона 2009

За всё время выступлений
| Сезон    | 2005 | 2006 | 2007 | 2008 |
| -------- | ---- | ---- | ---- | ---- |
| Дивизион | 3    | 3    | 3    | 3    |
| Место    | 81   | 81   | 61   | 51   |

- ↑ :  на групповом этапе